# Château d'Échalot
Le château d'Échalot est un château privé construit au XIXe siècle à Échalot, dans le département français de la Côte-d'Or. Il fait suite à une implantation castrale ancienne, remontant au XIIIe siècle.

## Localisation
Le château actuel est situé à la sortie nord d'Échalot, dans le département français de la Côte-d'Or. Il domine le petit étang d'où sort le Brevon.

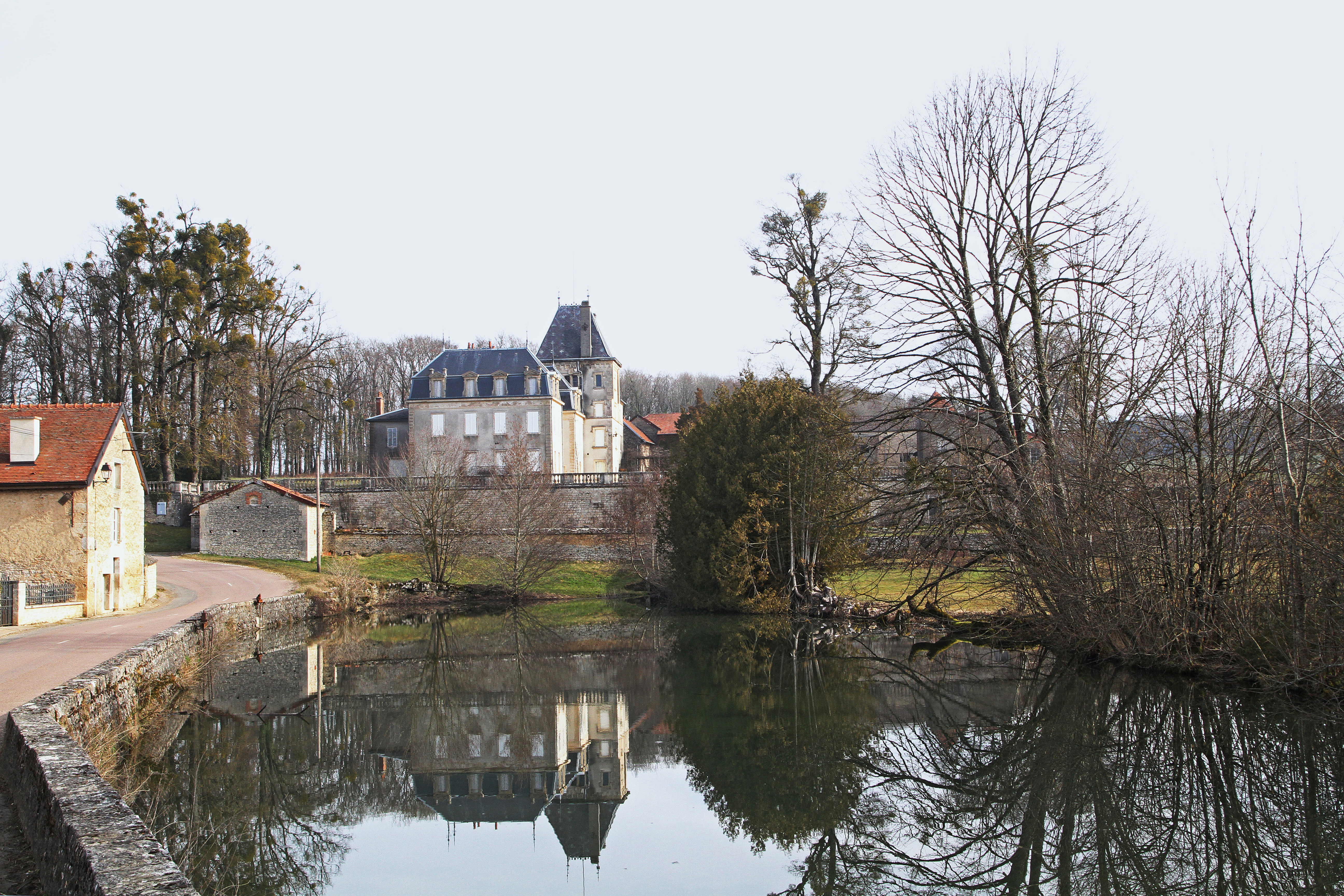
Château d'Échalot et mare du Brevon

## Historique
Dès 1257, le chevalier Guillaume d'Échalot y tient en fief du duc Robert une maison forte avec fossés. En 1474, c’est Antoine de Vauldray, chevalier, qui tient du duc ce chastelet et la seigneurie en toutes justices. 
Puis, au XVIIe siècle, un plan d'Échalot montre, au centre d'un étang, une ancienne maison forte en forme de parallélogramme flanqué de tours rondes et ouvert par un pont dormant. Celle-ci est désignée comme "vieux château". À l'ouest, on note un grand colombier hexagonal désigné dans les textes comme "la tour dessous". Cette forteresse médiévale, dont subsistent des restes de tours, est démantelée par Henri IV, au temps de la Ligue, en représailles de l'activité déployée contre lui par Joachim de Chastenay.
Sur ce même plan et plus au nord, un château plus moderne apparaît également. En 1774, Claude Courtépée fait mention de deux tours avec fossés et ce second château est signalé en ruines en 1869. Parmi les occupants les plus notables on relève les Chastenay.
En 1783, l'ensemble du domaine passe à la famille de Blic, à la suite du mariage d'Élisabeth de Chastenay avec Philippe de Blic.
En 1875, Philippe-Emmanuel de Blic confie la construction du château actuel à un architecte parisien; l'emplacement choisi se trouve à la limite nord du village, dans un fond de vallée humide. À noter que Charles de Foucauld (1858-1976), l'ermite de Tamanrasset, y séjourna à plusieurs reprises.

## Architecture
Construit en moellons calcaire et enduit, le bâtiment comporte trois étages carrés et un étage de combles. L'élévation extérieure est à travées avec toits à longs pans recouverts d’ardoises.
Le château comporte également une terrasse longue de 100 m, donnant sur le village.